# Gardelegen
Gardelegen, formellt även Hansestadt Gardelegen, är en stad i mellersta Tyskland, belägen i Altmarkkreis Salzwedel i förbundslandet Sachsen-Anhalt, omkring 50 kilometer norr om förbundslandets huvudstad Magdeburg och 150 kilometer väster om Berlin. De tidigare kommunerna Berge, Hansestadt Gardelegen, Hemstedt och Kloster Neuendorf gick samman i nya Gardelegen den 1 juli 2009. De tidigare kommunerna
Jeseritz, Potzehne, Roxförde, Wannefeld, Wiepke och Zichtau uppgick i Gardelegen den 1 januari 2010 och Breitenfeld, Dannefeld, Estedt, Hottendorf, Jävenitz, Jeggau, Jerchel, Kassieck, Köckte, Letzlingen, Lindstedt, Mieste, Miesterhorst, Peckfitz, Sachau, Seethen, Sichau och Solpke den 1 januari 2011. Staden är efter dessa förändringar till ytan Tysklands tredje största stad.

## Geografi
Gardelegen ligger i sydvästra delen av det historiska landskapet Altmark, ungefär mitt emellan storstäderna Berlin och Hannover. Sedan 2011, då en rad kommuner i området slogs ihop, är Gardelegen med 632,24 kvadratkilometer Tysklands tredje största kommun till ytan, efter Berlin och Hamburg, och den största som inte samtidigt är ett förbundsland.

## Historia
Gardelegen omnämns första gången 1186, som herresäte för Heinricus comes de Gardelege, greven Henrik av Gardelegen som var yngre bror till markgreven Otto II av Brandenburg. Henrik bevittnade detta år ett dokument åt biskopen av Brandenburg, som idag förvaras i Brandenburgs domkyrkoarkiv. I en förteckning från 1196 upptas Gardelegen som borg (castrum) och köping (oppidum). År 1314 fick staden ölbryggarprivilegier och sedan denna tid fram till modern tid har ölet Garley bryggts i staden, vilket gör det till värdens äldsta kontinuerligt använda varumärke, som idag dock bryggs på annan plats under licens. 1316 fick staden en stadsfogde. Gardelegen inträdde 1353 i Altmarks stadsförbund och 1358 i Hansan. År 1488 hamnade stadens borgare i konflikt med kurfursten Johan Cicero av Brandenburg om skatten på öl. Bygget av stadsmuren avslutades 1553 med stadsportarna Magdeburger, Stendaler och Salzwedeler Tor.

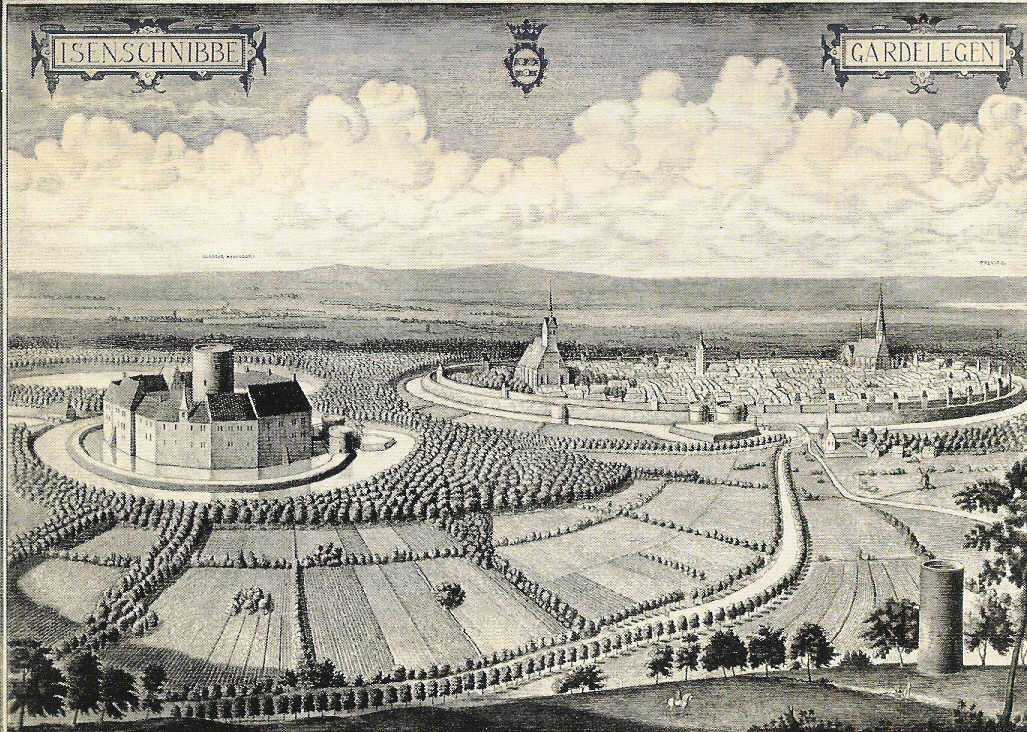
Gardelegen och den medeltida borgen omkring år 1600.

Åren 1658, 1667 och 1685 förstördes stora delar av staden i stadsbränder. 1715 blev staden preussisk garnisonsstad. Gardelegen blev 1816 kreisstad i Kreis Gardelegen i Provinsen Sachsen.
I slutet av andra världskriget dödades 52 människor 15 mars 1945 i ett bombangrepp av US Air Force mot järnvägen. Nikolaikyrkan och flera andra historiska byggnader i stadskärnan förstördes. 13 april 1945 skedde ett massmord på koncentrationslägerfångar i en lada vid Isenschnibbe utanför staden, där SS på NSDAP-Kreisleiter Gerhard Thieles order, med stöd av stadens invånare, mördade 1016 fångar. En dag senare överlämnades staden utan strid till USA:s armé. Enligt Potsdamöverenskommelsen drog sig de amerikanska trupperna sommaren 1945 tillbaka från området och överlämnade området till den sovjetiska ockupationszonen och Röda armén.
Staden blev 1952 kreisstad i Kreis Gardelegen i Bezirk Magdeburg i Östtyskland. Den 10 mars 1964 sköt det sovjetiska luftvärnet ner ett amerikanskt spaningsflygplan av typ Douglas B-66 i närheten av staden, och besättningen anklagades för spionage. Staden förlorade sin status som kreisstad 1 juli 1994 och är sedan dess del av distriktet Altmarkkreis Salzwedel, med Salzwedel som huvudort. Sedan 28 maj 2008 kallar sig staden officiellt Hansestadt Gardelegen.

## Kommunikationer
I staden korsas Bundesstrasse 71 (Bremerhaven – Magdeburg – Halle an der Saale) och Bundesstrasse 188 (Wolfsburg – Stendal – Rathenow).
Genom staden löper snabbtågssträckan mellan Berlin och Hannover, som dock inte har någon station i staden. Gardelegens station och stationerna Miesterhorst, Mieste, Solpke och Jävenitz ligger vid den äldre ursprungliga järnvägen Berlin-Lehrter Bahn, invigd 1871, och trafikeras av regionalexpresståg i riktning mot Wolfsburg - Braunschweig och i andra riktningen mot Stendal - Rathenow.

## Berömda Gardelegenbor
- Johann Wilhelm Bornemann (1766-1851), lotteridirektör och poet.
- Raymond Hecht (född 1968), friidrottare, spjutkastare.
- Joachim Lange (1670-1744), luthersk teolog.
- Rudolf Lindau (1829-1910), författare och diplomat.
- Ludolf Parisius (1827-1900), jurist, publicist och liberal politiker.
- Otto Reutter (1870-1931), sångare, visförfattare och komiker.
- Christa Stubnick (född 1933), friidrottare, sprinterlöpare och OS-medaljör.
- Christoph August Tiedge (1752-1841), lyriker.
- Johann Wilhelm Weinmann (1683-1741), botaniker och apotekare.